# جو زينو
جو زينو (بالإنجليزية: Joe Zeno)‏ هو لاعب كرة قدم أمريكية أمريكي، ولد في 14 يونيو 1919 في بروكلين في الولايات المتحدة، وتوفي في 8 يناير 1992 في غلينديل في الولايات المتحدة.

## وصلات خارجية
- جو زينو على موقع مرجع كرة القدم المحترفة.كوم (الإنجليزية)